# Археолошки музеј „Римски муниципијум“
Археолошки музеј „Римски муниципијум“ је централна музејска институција у области археологије на културној сцени Републике Српске. Музеј се бави сакупљањем, чувањем и заштитом археолошких предмета IV и III вијека нове ере као дијела културног насљеђа Републике Српске. Једна од главних дјелатности овог музеја су изложбене поставке археолошког налазишта у Скеланима. Музеј се налази у насељу Скелани, општина Сребреница.

## Историјат истраживања
Прва истраживања Муниципиум малвесиатиума обављао је од 1896. до 1898. Карло Пач, аустроугарски историчар (био је и министар финансија). Највише остатака римског града пронашао је на три локације. Он је 80 сакупио и одложио у једну од базилика са највишим зидовима, с намером да их пребаци у Беч. Међутим, догодила се велика поплава, Дрина се излила, покренула су се клизишта, мислило се да је вода све однијела. Пачу је направио основу муниципијума, све је евидентирао, исцртао је споменике и комплетно истраживање објавио у Земаљском гласнику музеја Босне, исте године. На основу његовог рада, започета су садашња истраживања, а велики посао стигао је до фазе конзервације.

## Музејска збирка
Свих 80 предмета из прва три виека нове ере налазе се у Археолошком музеју Римски муниципиум у Скеланима, реч је о надгробним споменицима, стубовима, украсним венцима, надвратницима, жртвеницима, новчићима. Још толико споменика највероватније се и даље налази под земљом, испод куће гдје због неријешених имовинско-правних односа још убијек се не може истраживати. Споменици су посвећени боговима Јупитеру, Силвану, тријади Јупитера, Јуноне и Минерве. Колико је римска империја била присутна на овом простору, говори податак да је у другом вијеку на Дрини било 17 мостова, а данас их је троструко мање. Уз величанствени подни мозаик, стручњаци на терену реконструишу и изузетно добро сачуван Горгонеион, мозаички приказ Медузе - најпознатије од три Горгоне.